# Kirsten Nesse
Kirsten Nesse (Lemgo, 6 oktober 1995) is een voetbalspeelster uit Duitsland. Ze speelt als aanvaller voor SG Essen-Schönebeck in de Bundesliga.

## Clubcarrière
Kirsten Nesse begon in 2005 met voetballen bij SpvG Hagen Hardissen in Lage. Hier speelde ze aanvankelijk bij de jongens. In 2006 ging ze bij de meisjes van VfL Lieme spelen. In 2007 ging ze weer bij de jongens spelen, ditmaal van JSG Lieme Hörstmar. In 2009 keerde ze bij FC Donop-Voßheide terug in een meisjesteam. Vervolgens speelde Nesse twee jaar bij Arminia Bielefeld.
Voorafgaande aan het seizoen 2011/12 sloot Nesse zich aan bij Herforder SV. Ze speelde een jaar in het jeugdteam totdat ze werd overgeheveld naar het eerste elftal. Op 2 september 2012 speelde ze haar eerste wedstrijd in de 2de Bundesliga. In haar tweede wedstrijd maakte Nesse haar eerste doelpunt en het eerste doelpunt van Herforder SV in de competitie. In de zomer van 2015 maakte Nesse de overstap naar SG Essen-Schönebeck, actief in de Bundesliga.

## Statistieken
| Seizoen | Club                | Competitie     | Competitie | Competitie | Beker | Beker | Overig | Overig | Totaal | Totaal |
| Seizoen | Club                | Competitie     | Wed.       | Dlp.       | Wed.  | Dlp.  | Wed.   | Dlp.   | Wed.   | Dlp.   |
| ------- | ------------------- | -------------- | ---------- | ---------- | ----- | ----- | ------ | ------ | ------ | ------ |
| 2012/13 | Herforder SV        | 2de Bundesliga | 18         | 3          | 3     | 0     | 0      | 0      | 21     | 2      |
| 2013/14 | Herforder SV        | 2de Bundesliga | 22         | 14         | 1     | 0     | 0      | 0      | 23     | 14     |
| 2014/15 | Herforder SV        | 2de Bundesliga | 22         | 5          | 2     | 0     | 0      | 0      | 24     | 5      |
| 2015/16 | SG Essen-Schönebeck | Bundesliga     | 13         | 1          | 2     | 0     | 0      | 0      | 15     | 1      |
| 2016/17 | SG Essen-Schönebeck | Bundesliga     | 6          | 2          | 0     | 0     | 0      | 0      | 6      | 2      |
| 2017/18 | SG Essen-Schönebeck | Bundesliga     | 17         | 0          | 1     | 0     | 0      | 0      | 18     | 0      |
| 2018/19 | SG Essen-Schönebeck | Bundesliga     | 14         | 1          | 1     | 0     | 0      | 0      | 15     | 1      |
| 2019/20 | SG Essen-Schönebeck | Bundesliga     | 13         | 1          | 3     | 0     | 0      | 0      | 16     | 1      |
| 2020/21 | SG Essen-Schönebeck | Bundesliga     | 9          | 1          | 0     | 0     | 0      | 0      | 9      | 1      |
| 2021/22 | SG Essen-Schönebeck | Bundesliga     | 5          | 0          | 0     | 0     | 0      | 0      | 5      | 0      |
| 2022/23 | SG Essen-Schönebeck | Bundesliga     | 0          | 0          | 0     | 0     | 0      | 0      | 0      | 0      |
| 2023/24 | SG Essen-Schönebeck | Bundesliga     | 0          | 0          | 0     | 0     | 0      | 0      | 0      | 0      |
| Totaal  | Totaal              | Totaal         | 130        | 29         | 13    | 0     | 0      | 0      | 143    | 29     |

Bijgewerkt t/m 26 april 2024.